# José María Patoni
José María Patoni (Guanaceví, Durango; 1828-¿?, 18 de agosto de 1868), fue un militar liberal mexicano que ejerció como Gobernador del estado de Durango.

## Biografía
Fue el segundo hijo de Mercedes Sánchez y Juán Bautista Patoni, natural del Tirol, Austria (entonces parte del Archiducado Austríaco). Nació en 1828 en Santiago Papasquiaro, Estado de Durango. Estuvo radicado en el lugar de su nacimiento hasta 1858 en faenas mineras, pudiendo decirse que él fue quien creó y desarrolló la minería en dicho lugar; y en virtud de sus reconocidas ideas liberales, fue nombrado comandante de la Guardia Nacional del Partido, por el gobierno de Durango, a cargo entonces de José Patricio de la Bárcena. 
Después que se dio el golpe de Estado por Comonfort, Patoni estuvo en tratos con varios jefes liberales, y en 1858 se unió a Coronado con 100 hombres, armados y equipados a sus expensas. Concurrió al sitio y toma de Durango con el carácter de Teniente Coronel, y habiendo sido herido de suma gravedad, y conduciéndose a la acción de una manera brillante, recibió el nombramiento de Coronel Efectivo, que le fue expedido por Santos Degollado. El gobierno liberal quedó establecido en Durango, y Patoni, luego que se alivió, después de seis meses de enfermedad, regresó a Guanaceví a sus negocios particulares.
El año de 1859, tornó el partido conservador a levantarse en armas en el estado, y entonces, aparecieron militando bajo la bandera del retroceso, los llamados "tulises" (apodo que les vino del pueblo zacatecano de su procedencia, San Andrés Teúl), a mando de célebre español Domingo Cajén. Volvió Patoni a armar a su guerrilla, a sus propias expensas, y se dedicó a perseguir a los tulises. Poco después fue llamado en auxilio de Durango por el gobernador Lic. Juán José Zaldívar, quien convencido de su falta de aptitudes para regir el estado en circunstancias tan difíciles, renunció al cargo, que recayó en Patoni, por acuerdo de la mayoría de la Legislatura. 
Su primer cuidado en el poder fue, como era de esperarse, organizar y disciplinar su ejército para combatir las bandas reaccionarias, que a las órdenes de Cajén había conseguido apoderarse de casi todo el estado, merced a importantes auxilios del gobierno de Miramón. En julio de 1860, con tropa de infantería, se unió al General Pedro Hinojosa y entre los dos batieron y derrotaron a Cajén en la Hacienda de la Flor; pero al día siguiente, llegó el General conservador Silverio Ramírez con una flamante división y derrotó a las fuerzas liberales.
El general Patoni dejó el gobierno en manos de don Cayetano Mascareñas y el 6 de marzo de 1864, marchó con sus tropas a Monterrey con el objeto de proteger a los supremos poderes de la nación que se dirigían al norte; sin embargo, los problemas vinieron y se contrarió con el presidente Benito Juárez. 
Terminaba el período de Gobierno del Presidente don Benito Juárez y no pudiéndose verificar elecciones por el estado de guerra en que se encontraba el país, un grupo de republicanos entre los que se encontraba Patoni, sostenían que debía asumir la Presidencia de la República el Presidente de la Suprema Corte que era el General Jesús González Ortega. El Gobierno los persiguió por lo que González Ortega y Patoni, se refugiaron en Estados Unidos. 
Patoni regresó a Durango después de un exilio obligado pues estaba recluido en prisión en Monterrey, llegó la noche del 17 de agosto de 1868 a Durango y se hospedó en el mesón de Santa Ana, (a un costado de la Iglesia del mismo nombre donde actualmente se encuentra el Restaurante Playa Norte), de ahí fue sacado a las tres de la mañana del día 18 de agosto, escoltado por una fuerza armada al mando del Benigno Canto y conducido cerca del mesón de Analco, (actual calle de Ocampo) en cuyo punto apareció muerto con algunos balazos en la cara y en el cuerpo. 
En el Archivo Histórico Municipal de Durango se encuentra archivada una emotiva carta de la esposa de Patoni que describe el momento posterior a la muerte de Patoni de la manera siguiente: "Me condujeron por muchos patios hasta que por fin en un corralito sobre una mesa y una almohada muy asquerosa, voy encontrando al esposo de mi alma; al que cuatro horas antes estaba a mi lado lleno de ilusiones y esperanzas para sus hijos y su mujer, todo desfigurado, con su cara tan linda y tan santa, hecha pedazos por los balazos de pistola".